# Denkmalgeschützte Objekte in Innsbruck
In der Statutarstadt Innsbruck gibt es 676 denkmalgeschützte Objekte (Stand 2010). Die unten angeführte Liste führt zu den Listen der einzelnen Stadtteile und gibt die Anzahl der Objekte an.
| Katastralgemeinde | Objektanzahl |
| ----------------- | ------------ |
| Amras             | 23           |
| Arzl              | 11           |
| Hötting           | 82           |
| Igls              | 17           |
| Innsbruck A–G     | 97           |
| Innsbruck H–K     | 123          |
| Innsbruck L–Z     | 147          |
| Mühlau            | 41           |
| Pradl             | 28           |
| Vill              | 7            |
| Wilten            | 100          |
| Summe Innsbruck   | 676          |